# Мерфи, Питер (футболист)
Пи́тер Ме́рфи (англ. Peter Murphy; 7 марта 1922, Хартлпул, Северо-Восточная Англия, Англия — 7 апреля 1975, Хартлпул, Англия) — английский футболист, центральный нападающий. Выступал за клубы «Ковентри Сити», «Тоттенхэм Хотспур» и «Бирмингем Сити».

## Карьера
Мерфи родился в городе Хартлпуле, Северо-Восточной Англии, но когда ему было четыре года переехал в Ковентри со своей семьей. Он начал играть в молодёжных командах клубов «Ковентри Сити» и «Бирмингем Сити», затем его карьера была прервана в связи с началом Второй мировой войны. Он стал играть в основном составе «Ковентри Сити» с мая 1946 года в возрасте 24 лет. За четыре сезона проведённых в команде, он сыграл более 100 матчей и забил более 30 голов.
Менеджер «Тоттенхэм Хотспур» Артур Роу взял его в команду, в июне 1950 года где он начал играть на позиции центрального нападающего. В составе «шпор» Мерфи сыграл 38 матчей и забил 14 голов, а также стал победителем Первой лиги Англии в сезоне 1950/51.
В «Бирмингеме» он был одним из лидеров команды. Трижды был лучшим бомбардиром команды в сезонах 1952/53, 1954/55 и 1957/58. Так же в 7 матчах в розыгрыше Кубка УЕФА, Мерфи забил четыре гола. В сезоне 1954/55 стал чемпионом Второй лиги Англии, а также вместе с командой становился финалистом Кубка Англии в сезоне 1955/56, и Кубка ярмарок в сезоне 1959/60. Всего в составе «синих» Мерфи сыграл более 200 матчей и забил чуть больше 105 мячей.
За свою профессиональную карьеру он забил 158 голов в 400 матчах. Для «Бирмингема» его рекорд был 127 голов в 278 играх во всех соревнованиях, тем самым он занимает третье место в истории команды, опережают его Джо Брэдфорд и Тревор Фрэнсис.
Мерфи умер в 1975 году в возрасте 53 лет.

## Достижения

### Клубные
- Чемпион Первой лиги Англии (1951)
- Обладатель Суперкубка Англии (1951)
- Чемпион Второй лиги Англии (1955)
- Финалист Кубка Англии (1956)
- Финалист Кубка ярмарок (1960)

### Личные
- Лучший бомбардир Кубка УЕФА (4 гола, 1957/58)[4]